# Trilemma
Un trilemma è una scelta difficile fra tre opzioni, ciascuna delle quali è (o sembra) inaccettabile o sfavorevole. Il termine deriva dal termine molto più vecchio dilemma, una scelta tra due o più difficili o sfavorevoli alternative.
Ci sono due modi logicamente equivalenti per esprimere un trilemma: può essere espresso come una scelta fra tre opzioni sfavorevoli, una delle quali deve essere scelta, oppure come una scelta fra tre opzioni favorevoli, ma solo due delle quali sono possibili allo stesso tempo.
Il primo uso documentato del termine risale al predicatore inglese Philip Henry nel 1672 e, più tardi, apparentemente in modo indipendente, al predicatore Isaac Watts nel 1725.

## Trilemma nella religione

### Il trilemma di Epicuro
Una prima formulazione di trilemma è quella del filosofo greco Epicuro, il quale rifiutava l'idea di un Dio onnipotente e benevolo (come sintetizzato da David Hume):
1. Se Dio è incapace di evitare il male, allora non è onnipotente.
2. Se Dio non vuole impedire il male, allora non è del tutto buono.
3. Se Dio vuole impedire il male ed è capace di impedirlo, allora perché il male esiste?

Sebbene questo trilemma sia stato attribuito ad Epicuro da Lattanzio, si suppone che esso possa, in realtà, essere opera di uno dei primi scrittori scettici, forse Carneade.
Negli studi di filosofia, discussioni e dibattiti relativi a questo trilemma sono spesso indicati come "problema del male".

### Il trilemma apologetico
Un trilemma ben noto è talvolta usato da apologeti cristiani come prova della divinità di Gesù, ed è più comunemente conosciuto nella versione di C. S. Lewis. Si procede dal presupposto che Gesù abbia affermato di essere Dio e che quindi una delle seguenti frasi deve essere vera:
1. Era un lunatico: Gesù non era Dio, ma credeva erroneamente di esserlo.
2. Era un mentitore: Gesù non era Dio, e sapeva di non esserlo, ma affermava comunque di esserlo.
3. Gesù era il Signore: Gesù è Dio.

Il trilemma, di solito nella formulazione di Lewis, è spesso usato in opere di apologetica popolare, anche se è quasi totalmente assente dalle discussioni sullo stato di Gesù da parte di teologi professionisti e studiosi biblici. Nel suo libro del 1993 La Metafora di Dio Incarnato (in inglese The Metaphor of God Incarnate), John Hick ha ricordato che questo argomento gli era stato insegnato da bambino e afferma che gli studiosi del Nuovo Testamento oggi non supportano l'opinione che Gesù abbia affermato di essere Dio.

## Il Trilemma nel Diritto
Il "trilemma crudele" (the cruel trilemma) era un'arma ecclesiastica e giudiziaria inglese sviluppata nella prima metà del XVII secolo ed usata come una forma di coercizione e di persecuzione. Il formato era un giuramento religioso di dire la verità, imposto all'accusato prima dell'interrogatorio. L'accusato si troverebbe intrappolato tra:
1. Una violazione del giuramento religioso se mente (presa molto sul serio in quel periodo, un peccato mortale ed uno spergiuro[9]);
2. Auto-incriminazione se ha detto la verità; oppure
3. Oltraggio alla corte se non dice nulla o resta in silenzio.

Il clamore suscitato da questo processo ha portato alla fondazione del diritto di non testimoniare contro se stessi essendo fondato nel diritto comune e fu il precursore diretto del diritto al silenzio e non auto-incriminazione nel Quinto Emendamento della Costituzione degli Stati Uniti.

## Trilemma in filosofia

### Münchhausen-Trilemma
Nella teoria della conoscenza il Trilemma di Münchhausen (noto anche come trilemma di Agrippa) è un termine filosofico coniato per sottolineare l'impossibilità di dimostrare alcuna verità certa, anche nel campo della logica e della matematica. Il suo nome sta ritornando per indicare una dimostrazione logica del filosofo tedesco Hans Albert. Questa dimostrazione si sviluppa nel seguente modo: tutti e tre i possibili tentativi di ottenere una giustificazione certa devono fallire:
- Qualsiasi giustificazione rivolta a una certa affermazione dovrebbe anche giustificare se stessa, e facendolo dovrebbe giustificare la nuova giustificazione. Quindi non può esserci alcuna fine. Siamo di fronte a una situazione di 'regressione infinita' senza speranza.
- Si potrebbe provare una giustificazione con argomenti circolari, ma questo ne sacrificherebbe la validità.
- Si potrebbe pensare di fermarsi a un fatto auto-evidente, o a un principio accettato dal senso comune o ritenuto vero per il principio di autorità, ma in questo modo verrebbe meno l'intento di fornire una giustificazione.

Albert insistette nell'affermare che non c'è alcuna limitazione alle conclusioni deduttive del Münchhausen-Trilemma. Il verdetto riguarda anche le dimostrazioni induttive, casuali, trascendentali, e di qualsiasi altro tipo. Tutte quante saranno vane. Perciò risulta impossibile ottenere una qualsiasi dimostrazione.
Una volta rinunciato all'idea classica di verità, si potrebbe interrompere il processo di giustificazioni ovunque vogliamo, presupponendo di essere pronti a pensare criticamente e ricominciare se necessario.

### Il trilemma della censura
In Saggio sulla libertà di John Stuart Mill, come parte della sua argomentazione contro la soppressione della libertà di parola, il filosofo descrive il trilemma che affrontano coloro che tentano di giustificare tale soppressione (da notare che Mill non si riferisce ad esso come un trilemma). Se la libertà di parola è soppressa, l'opinione soppressa è sia:
1. Vera: in questo caso la società è derubata della possibilità di scambiare per errore la verità.
2. Falsa: nel qual caso il parere creerebbe una "impressione più viva" della verità, permettendo alle persone di giustificare la visione corretta.
3. Parzialmente vera: nel qual caso conterrebbe un elemento dimenticato della verità, che è importante riscoprire, con l'obiettivo finale di una sintesi dei pareri contrastanti che è tutta la verità.

## Trilemma in economia

### Il triangolo "scomodo" (The Uneasy Triangle)
Nel 1952, la rivista inglese The Economist pubblicò una serie di articoli su di un "triangolo scomodo" (uneasy triangle), che descriveva "l'incompatibilità triangolare tra un livello stabile dei prezzi, la piena occupazione, e... la contrattazione collettiva." Il contesto era la difficoltà di mantenere l'equilibrio esterno senza sacrificare due valori politici sacrosanti: i posti di lavoro per tutti e i diritti del lavoro senza restrizioni. L'inflazione derivante dalla militanza del lavoro nel contesto di piena occupazione ha messo potente pressione al ribasso della sterlina. Le competizioni con la sterlina hanno innescato una lunga serie di politiche di "stop and go" politicamente ed economicamente dirompenti (deflazione seguita da reflazione). John Maynard Keynes aveva anticipato il problema grave associato a conciliare la piena occupazione con la stabilità dei prezzi senza sacrificare la democrazia ed i diritti associativi del lavoro. Le stesse incompatibilità sono state elaborate nel libro "Sindacati e capitalismo" (Unions and Capitalism) del 1949 di Charles Lindblom.

### La trinità impossibile (The Impossible Trinity)
Nel 1962 e nel 1963, un trilemma (o "trinità impossibile" o "trio inconciliabile") è stato introdotto dagli economisti Robert Mundell e Marcus Fleming in articoli che parlano dei problemi con la creazione di un sistema finanziario internazionale stabile. Si riferisce ai compromessi tra i seguenti tre obiettivi: un tasso fisso di cambio, l'indipendenza nazionale in materia di politica monetaria e la mobilità dei capitali. Secondo il modello di Mundell-Fleming del 1962-1963, una piccola economia aperta non può raggiungere tutti e tre questi obiettivi politici allo stesso tempo: nel perseguire due qualsiasi di questi obiettivi, una nazione deve rinunciare al terzo.

### Il trilemma della politica salariale
Nel 1989 Peter Swenson postulò l'esistenza di "trilemmi delle politiche salariali" incontrati dai sindacati che cercano di raggiungere tre obiettivi egualitari contemporaneamente. Uno comprendeva i tentativi di comprimere i salari in un settore di contrattazione mentre si comprimono i salari tra i settori e si massimizza l'accesso al lavoro nel settore. Una variante di questo trilemma "orizzontale" è stato il "verticale" trilemma politica salariale associata al tentativo di contemporaneamente comprimere i salari, aumentare la quota dei salari del valore aggiunto a scapito dei profitti e massimizzare l'occupazione. Questi trilemmi hanno aiutato a spiegare le instabilità politiche salariali dei sindacati e delle loro strategie politiche apparentemente progettate per risolvere le incompatibilità.

### Il trilemma sociale di Pinker
Steven Pinker ha notato un altro trilemma sociale nei suoi libri Come funziona la mente e Lo stato di vuoto (How the Mind works e The Blank State): una società non può essere contemporaneamente equa, libera ed ugualitaria. Se è giusta, le persone che lavorano più duramente accumulano più ricchezza; se è libera, i genitori lasciano la maggior parte della loro eredità ai figli; ma allora non sarà ugualitaria, dato che la gente inizierà e/o vivrà la propria vita con diverse fortune.

## Trilemma nel commercio
Arthur C. Clarke ha citato un trilemma di management che si incontra quando si cerca di realizzare la produzione in modo rapido ed economico mantenendo elevata la qualità. Nel settore del software, questo significa che si può scegliere qualsiasi due: Tempo più veloce al mercato, la qualità del software più alta (minor difetti), e costo più basso (organico). Questa è la base del popolare aforisma di gestione dei progetti "Veloce, economico, buono: sceglierne due," concettualizzato come il triangolo di project management.

## Trilemma in informatica
La tecnologia RAID può offrire due dei tre valori desiderabili: (relativa) economicità, velocità o affidabilità (il RAID 0 è veloce ed economico, ma inaffidabile; il RAID 6 è estremamente costoso ed affidabile, con prestazioni corrette e così via). La frase "veloce, economico, buono: scegliene due" rende l'idea.
Una variante della frase era "veloce, economico, tranquillo: scegline due".
Un ulteriore trilemma in informatica comprende il teorema CAP, riguardante le prestazioni garantite dai sistemi distribuiti, e il triangolo di Zooko per la denominazione dei partecipanti a protocolli di rete.

## Il trilemma della Terra
Il "trilemma della Terra" (o "Trilemma delle 3 E") è un termine usato dagli scienziati che lavorano sulla tutela dell'energia e dell'ambiente. Le "3 E" sono l'acronimo in inglese dell'interazione Economy-Energy-Environment, "Economia-Energia-Ambiente" in italiano.

## Il trilemma di Žižek

Il trilemma di Žižek

Il "trilemma di Žižek" è una formulazione umoristica sull'incompatibilità di alcune virtù personali nell'ambito di un quadro ideologico vincolante. Spesso attribuito al filosofo Slavoj Žižek, in realtà è citato da lui come il prodotto di una fonte anonima:
Non si può non ricordare qui una formula arguta di vita sotto il duro regime comunista: delle tre caratteristiche — onestà personale, sincero sostegno del regime e intelligenza — è stato possibile combinarne solo due, non tutte e tre. Se uno era onesto e solidale, non era molto brillante; se uno era intelligente e solidale, non era onesto; se uno era onesto e arguto, non era di supporto.